# 33103 Пінтар
33103 Пінтар (33103 Pintar) — астероїд головного поясу, відкритий 27 грудня 1997 року.
Тіссеранів параметр щодо Юпітера — 3,486.